# 1962-es labdarúgó-világbajnokság-selejtező (UEFA – 9. csoport)
Az 1962-es labdarúgó-világbajnokság európai 9. selejtezőcsoportjának mérkőzéseit, és a csoport végeredményét tartalmazó lapja. A csoportban körmérkőzéses, oda-visszavágós rendszerben játszottak egymással a labdarúgó-válogatottak. A selejtezőket 1961. április 19. és 1961. május 18. között rendezték. A csoport győztese pótselejtezőt játszott az afrikai zóna győztesével.
A csoportban Spanyolország és Wales szerepelt. 

## Tabella
| Hely. | Csapat        | M | Gy | D | V | G+ | G– | Gk | P | Továbbjutás                     |  | Spanyolország | Wales |
| ----- | ------------- | - | -- | - | - | -- | -- | -- | - | ------------------------------- |  | ------------- | ----- |
| 1.    | Spanyolország | 2 | 1  | 1 | 0 | 3  | 2  | +1 | 3 | Interkontinentális pótselejtező |  | —             | 1–1   |
| 2.    | Wales         | 2 | 0  | 1 | 1 | 2  | 3  | −1 | 1 |                                 |  | 1–2           | —     |

## Mérkőzések
| 1961. április 19. |

| Wales      | 1–2         | Spanyolország                      |
| ---------- | ----------- | ---------------------------------- |
| Woosnam 7' | Jegyzőkönyv | Rodríguez Salas 21' Di Stéfano 78' |

| Ninian Park, Cardiff Nézőszám: 45 000 Játékvezető: Marcel Raeymaeckers (belga) |

| 1961. május 18. |

| Spanyolország | 1–1         | Wales         |
| ------------- | ----------- | ------------- |
| Peiró 55'     | Jegyzőkönyv | Allchurch 69' |

| Santiago Bernabéu, Madrid Nézőszám: 100 000 Játékvezető: Leo Horn (holland) |